# Fælles gate
Fælles gate, eller jordet gate, er navnet på et forstærkertrin baseret på en felteffekttransistor. Navnet skyldes at transistorens gate-tilledning står i mere eller mindre direkte forbindelse med den ene "side" af både forstærkerens indgang og udgang.
Kendetegnende for et fælles gate-forstærkertrin er en relativt lille indgangsimpedans (ca. 1000 ohm eller mindre), en udgangsimpedans på typisk nogle få kiloohm, og en ikke særlig stor spændingsforstærkning; op til en snes gange (svarende til op imod 26 decibel)

## Sådan virker fælles gate-trinnet
Til højre ses diagrammet for et fælles gate-forstærkertrin: modstandene {\displaystyle R_{1}} og {\displaystyle R_{2}} danner en spændingsdeler der fastlægger den spænding der skal være på transistorens gate-forbindelse. Der går ikke nogen strøm i transistorens gate; kondensatoren {\displaystyle C_{2}} skal blot sikre at denne spæning er stabil og ufølsom overfor støj. Hvis man indretter trinnet med et arbejdspunkt med gatespændingen 0 volt, kan man udelade både {\displaystyle R_{1}} og {\displaystyle R_{2}}, og blot slutte transistorens gate direkte til stelledningen.
Gatens spænding tilpasses så den er en kende lavere end spændingen på transistorens source; derved tillades en vis strøm, kaldet hovedstrømmen, gennem drain- og source-forbindelserne. Denne strøm medfører et vist spændingsfald over drainmodstanden {\displaystyle R_{3}} og sourcemodstanden {\displaystyle R_{4}}. Hele arrangementet er selv-stabiliserende, sådan at evt. variationer i hovedstrømmen vil få spændingsforskellen mellem gate og source til at ændres i en retning der bringer strøm og spændinger i trinnet tilbage til det tilsigtede arbejdspunkt.
Det signal der skal behandles, føres ind gennem indgangskondensatoren {\displaystyle C_{1}} — denne tjener som skillekondensator for jævnspændinger, eftersom signalkilden oftest vil arbejde ved en anden spænding end den der skal være på sourcen. Signalet vil få spændingen på source til at variere i forhold til den konstante spænding på gaten, og variationerne i spændingsforskellen mellem gate og source vil medføre tilsvarende variationer i hovedstrømmen. Disse strømvariationer vil igen bevirke at spændingsfaldet over drainmodstanden {\displaystyle R_{3}} vil variare, blot med en større amplitude end det oprindelige indgangssignal.

## Egenskaber
Betragter man en "øjeblikssituation" hvor indgangssignalet er stigende, ser man at signalet får spændingsforskellen mellem gate og source til at stige, hvilket får hovedstrømmetn til at stige, og dermed hovedstrømmen, og med den spændingsfaldet over drainmodstanden {\displaystyle R_{3}}, til at falde. Da drainmodstanden er forbundet med en konstant jævntspænding, vil der i dens modsatte ende (hvorfra udgangssignalet hentes) være en stigende spænding. Stigende indgangssignal får altså udgangssignalet til at stige; de to signaler er således i samme fase.
I de følgende formler repræsenterer symbolet {\displaystyle \|} beregningen for parallelkobling af modstande/impedanser.

### Indgangsimpedans
Signalkilden "ser" igennem indgangskondensatoren {\displaystyle C_{1}} ind i et punkt hvor den dels skal drive sourcemodstanden {\displaystyle R_{4}}, dels impedansen i transistorens source-forbindelse. Heraf følger at indgangsimpedansen {\displaystyle Z_{ind}} er givet ved {\displaystyle Z_{ind}=R_{4}\|{\frac {1}{Y_{FS}}}}, hvor {\displaystyle {Y_{FS}}} er transistorens stejlhed.

### Udgangsimpedans
Udgangsimpedansen {\displaystyle Z_{ud}} skabes af drainmodstanden {\displaystyle R_{3}} og "udgangs-admittansen" {\displaystyle {Y_{FS}}} i transistorens drain i forhold til source: {\displaystyle Z_{ud}=Z_{ind}=R_{3}\|{\frac {1}{Y_{OS}}}}

### Forstærkning
Spændingsforstærkningen {\displaystyle A_{u}} afhænger af den eventuelle belastning {\displaystyle R_{L}} som udgangen skal drive, idét {\displaystyle A_{u}=\left(R_{3}\|R_{L}\|{\frac {1}{Y_{OS}}}\right)\cdot Y_{FS}}

### Nedre grænsefrekvens
Skillekondensatorerne i ind- og udgang har den bivirkning at de sætte en nedre grænse for frekvenserne i de signaler trinnet kan bearbejde. Disse kondensatorer virker i samspil med ind- og udgangsimpedanserne samt den signalkilde hhv. belastning der tilsluttes, som et højpasled. Derfor skal disse kondensatorer have så tilpas store værdier, at denne nedre grænsefrekvens ikke får nogen praktisk betydning for anvendelsen af forstærkertrinnet — dette er specielt kritisk for indgangskondensatoren på grund af den relativt lille indgangsimpedans.